# Memecylon acuminatissimum
Memecylon acuminatissimum är en tvåhjärtbladig växtart som beskrevs av Carl Ludwig von Blume. Memecylon acuminatissimum ingår i släktet Memecylon och familjen Melastomataceae. Inga underarter finns listade i Catalogue of Life.